# SStB – Planina bis Quarnero
Die SStB – Planina bis Quarnero waren Dampflokomotiven der Südlichen Staatsbahn (SStB) Österreich-Ungarns.
Die 17 Lokomotiven wurden von der Lokomotivfabrik der WRB 1849 und 1850 geliefert.
Sie waren unter dem Namen Große Gloggnitzer bekannt, da sie sich auf der „Bergstrecke“ von Wiener Neustadt bis Gloggnitz sehr gut bewährten.
(Die anschließende Semmeringbahn war ja noch nicht gebaut.)
Im Gegensatz zu den Kleinen Gloggnitzern SStB – Cilli bis Monfalcone hatten sie etwas größere Zylinder, kleinere Räder und etwas mehr Gewicht.
Die Lokomotiven dieser Reihe kamen 1858 im Zuge der Privatisierung österreichischer Staatsbahnen zur Südbahngesellschaft, die ihnen die Nummern 837–853 und die Reihennummer 15 zuwies.
Die Ausmusterung erfolgte 1861.